# Ines Österle
Ines Österle (Stoccarda, 11 marzo 1984) è un'ex calciatrice tedesca, di ruolo attaccante.

## Carriera
Ines Österle si appassiona al calcio fin da giovanissima, iniziando a giocare nelle formazioni giovanili dello Schorndorf dall'età di dieci anni e rimanendovi fino al 2001.
Trasferitasi allo Sindelfingen vi rimane per due stagioni alternando l'attività agonistica con gli studi fino alla maturità.
Decisa a visitare l'Italia, nel dicembre 2003 sottoscrive un accordo con la Fiamma Monza per la stagione entrante per giocare in Serie A. Con la Fiamma rimane solo la stagione 2003-2004, conclusa con il sesto posto in campionato, imparando la lingua prima di tornare in Germania.
Durante il calciomercato estivo 2004 firma un contratto con il Friburgo, dove giocherà sulla fascia destra in Frauen-Bundesliga per le tre stagioni successive, iscrivendosi nel contempo all'università di Scienze motorie ed Economia politica. Durante quel periodo si fidanza con un ragazzo italiano maturando così la decisione di un nuovo ritorno in Italia e, grazie al programma Erasmus si iscrive prima alla Bocconi e poi alla Cattolica.
Gioca ancora due anni in Italia, con l'ACF Milan la stagione 2007-2008 e trasferendosi nuovamente alla Fiammamonza per la stagione seguente.